# Коррадини, Антонио
Антонио Коррадини (итал. Antonio Corradini, 6 сентября 1688, Эсте или Венеция — 29 июня 1752, Неаполь) — итальянский скульптор эпохи барокко. Более всего известен иллюзорными изображениями фигур под вуалью, сквозь которую различимы контуры лица и тела. Работал в городе Венеция и провинции Венето, а также в Дрездене, Неаполе. Ряд его работ находится в Санкт-Петербурге.

## Биография
Антонио Коррадини родился в Эсте, провинция Падуя (область Венето), в 1688 году в простой рабочей семье. Сведений о его обучении мало: он переехал в Венецию ещё молодым и в этом городе стал однокурсником Антонио Тарсиа, на дочери которого, Марии женился, от которой у него было много детей.
Коррадини вместе с венецианскими скульпторами Джузеппе Торретти, Антонио Тарсиа, Пьетро Баратта участвовал в украшении церкви Сан-Стае: ему приписывают создание аллегорических фигур Веры (с покрывалом на глазах), Надежды и Спасителя (в центре), венчающих треугольный фронтон фасада церкви.
В 1716 году Венецианская республика поручила Коррадини создание памятника венецианскому военачальнику (maresciallo) Иоханну Маттиасу фон дер Шуленбургу на о. Корфу, где он и находится по настоящее время.
В 1721 году Коррадини стал официальным скульптором Венецианской республики. В этом качестве в 1725 году он был назначен ответственным за реставрацию Скала деи Гиганти и арки Фоскари во Дворце дожей в Венеции.
В 1723 году Коррадини, как принято считать, стал первым художником, который оформил отделение искусства скульпторов от профессии каменщиков, войдя в состав основанного в 1724 году коллегиума скульптуры. В 1725—1726 годах он состоял хранителем законов этого учреждения и в 1727 году стал его настоятелем.
Скульптурные произведения Коррадини тесно связаны с поздним венецианским барокко, этот стиль привил ему вкус к моделированию тел, проглядывающих под тяжелыми драпировками, что дало импульс к созданию более поздних работ зрелого периода, часто называемых «фигурами под вуалью» (figura velata). Достоверное известие о первой такой работе содержится в письме А. Балестры 1717 года, в котором он с удивлением и восхищением описывает статую «Сокрытой Веры», находившуюся в Венеции в собрании Манфрина, где она оставалась до 1856 года. В 1721 году Scuola del Carmine (скуола братства кармелитов в Падуе) поручила Коррадини изготовить шесть статуй для алтаря братства в церкви кармелитов: сохранилась только «Аллегория Непорочности» (Virginità in loco).

### Работы для Санкт-Петербурга
В 1716—1717 годах Антонио Коррадини по специальному заказу выполнил восемнадцать бюстов и две статуи для Летнего сада русского царя Петра Великого в Санкт-Петербурге. Сохранились статуя «Нереида», бюсты «Петрония Прима» и «Скрибония». В 1722 году, по некоторым документам, прослеженным Ж. А. Мацулевич Савва Рагузинский, специальный агент русского царя Петра I по приобретению произведений искусства в Венеции, прислал в Санкт-Петербург «Завуалированную религию» (Religione velata) работы Коррадини. Статуя и парная к ней скульптура «Веры» (la Fede), также завуалированная, были помещены в Летнем саду, где и оставались до 1792 года, когда были перенесены в тронный зал Зимнего дворца. Следы скульптур были утрачены после пожара дворца в 1837 году.
Заказы на следующие несколько лет поступали со всей Европы. В 1716 году Коррадини завершил мраморную скульптурную группу «Несс и Деянира» для Венеции, но несколько лет спустя она была куплена для Большого сада в Дрездене. «Аполлон, сдирающий кожу с Марсия», «Зефира и Флора» (1723—1728) — две мраморные скульптурные группы в натуральную величину, заказанные королём Польши и курфюрстом Саксонии Августом Сильным для садов Голландского дворца в Дрездене теперь находятся в Музее Виктории и Альберта в Лондоне.

### Вена
В 1729—1730 годах Коррадини переехал в Вену, столицу Австрийской империи Габсбургов, где в 1733 году был назначен придворным скульптором, получил жалованье в размере 1700 флоринов в год и жилищное пособие в размере 500 флоринов. Император Карл VI доверил ему реализацию «Памятника Ковчегу Завета» (Bundesladendenkmal) в Дьёре, на территории нынешней северо-западной Венгрии, и в 1735 году он работал по рисунку архитектора Йозефа Эмануэля Фишера фон Эрлаха (сына И. Б. Фишера фон Эрлаха) над моделью гробницы Иоганна Непомука в Праге, выполненной серебряных дел мастером Иоганном Йозефом Вюртом в соборе Святого Вита в Пражском Граде.
В эти годы Коррадини создал большое количество работ. Император Карл VI нанял его для украшения Йозефбруннена (Императорского фонтана в Кёльне), а позже Коррадини вылепил четыре фигуры для двух боковых алтарей под куполом Карлскирхе (церкви святого Карло Борромео) в Вене, а также проектировал и руководил строительством деревянного театра для травили диких зверей под названием Hetztheater («Театр травили»). В 1736 году вместе с Антонио Галли Бибьиеной он был назначен придворным художником корриды, которая там проводилась, а 14 апреля 1738 года императорским указом. Галли Бибьиена, Коррадини и Антонио Лопес были назначены на должность совместно управляющих театром до 1749 года.

### Рим
После смерти императора Карла VI в 1740 году и его жены в 1741 году, а также смерти архитектора Йозефа Эмануэля Фишера фон Эрлаха в 1742 году первым скульптором Вены стал Георг Рафаэль Доннер. В работе Коррадини наступил период кризиса и отсутствия заказов. В 1740 году он ненадолго посетил Рим, затем, в конце 1742 года он уехал сначала в Венецию, а затем снова в Рим, где делил комнату и стол с Джованни Баттиста Пиранези, хотя императрица Мария Терезия подтвердила его права придворного скульптора. 23 января 1743 года Коррадини попросил разрешения остаться в Риме с возможностью вернуться в Вену.
В Риме Коррадини создал скульптуру весталки Тукции (она осталась непроданной), и занимался проблемой восстановления купола базилики Святого Петра. Коррадини спроектировал восемь моделей колоссальных статуй, которые предлагалось разместить у подножия барабана купола, чтобы сделать его более прочным. Он также создал бюст Папы Бенедикта XIV и другие мелкие работы.

### Неаполь
В 1744 году Коррадини переехал в Неаполь, чтобы по просьбе Раймондо де Сангро, седьмого князя Сан-Северо, наблюдать за реконструкцией семейной Капеллы Сан-Северо (1749—1767).
Работа Коррадини над убранством капеллы представляет собой сложное и замысловатое украшение статуй, пьедесталов, алтарных фасадов, барельефов, для которых он подготовил тридцать шесть боццетти (эскизов) из глины. Для главного произведения — лежащей фигуры «Христос под плащаницей» (в итальянском наименовании: «Христос под вуалью»; Il Cristo Velato) Коррадини успел изготовить лишь глиняную модель; скульптуру из мрамора выполнил молодой и безвестный тогда неаполитанский скульптор Джузеппе Санмартино. Терракотовый боццетто Коррадини хранится в музее Чертоза-ди-Сан-Мартино. Коррадини умер до того, как удалось приступить к созданию скульптуры, а законченный мрамор Джузеппе Саммартино выставлен в Капелле Сан-Северо в Неаполе: тончайшее, как бы воздушное мраморное полотно полностью покрывает, но не скрывает тело Христа, только что снятое с креста.
В 1752 году Коррадини завершил «Завуалированную истину», также называемой «Скромностью», или «Целомудрием» (La Pudicizia della cappella Sansevero), надгробный памятник, посвящённый Чечилии Гаэтани дель Аквила д’Арагона (1690—1710), матери князя Раймондо, умершей вскоре после родов.
Коррадини внезапно скончался 12 августа 1752 года в Неаполе. В тот же день он был похоронен в приходской церкви Санта-Мария-делла-Ротонда. Поскольку работа в капелле Сан-Северо осталась незавершённой, Раймондо ди Сангро поручил Франческо Кейроло наблюдать за оставшимися произведениями, основанными на боццетти Коррадини.
В течение жизни Коррадини более всего работал на венецианских заказчиков. Его скульптуры находятся на площадях и в парках, соборах и музеях Эсте, Венеции, но также в музеях и частных собраниях Рима, Вены, Гурка, Дрездена, Детройта, Лондона, Праги, Неаполя.

## Галерея
- Памятник венецианскому военачальнику Иоханну Маттиасу фон дер Шуленбургу на о.Корфу
- Триумф Евхаристии. Собор Санта-Текла, Эсте
- Пьета. Мрамор. Церковь Сан-Моизе, Венеция
- Адонис. Ок. 1725. Мрамор. Метрополитен-музей, Нью-Йорк
- Гробница Иоганна Непомука. 1735. Серебро. Собор Святого Вита, Прага
- Время раскрывает истину. 1720. Мрамор. Большой сад в Дрездене
- Женщина под вуалью. Мрамор. Лувр, Париж
- Весталка Тукция (la velata). 1743. Деталь. Мрамор. Палаццо Барберини, Рим
- Целомудрие. 1752. Мрамор. Капелла Сан-Северо, Неаполь
- «Христос под плащаницей». Боццетто. Терракота. Чертоза-ди-Сан-Мартино
- «Христос под плащаницей». 1744. Боццетто. Терракота. Музей Боде, Берлин
- Невинность, или «Дама Велата» (Puritas). 1722. Мрамор. Ка-Реццонико, Венеция